# مونت فيلان
مونت فيلان (بالإنجليزية: Mont Vélan)‏ هو أحد جبال سلسلة جبال الألب بينيني ويقع في كانتون فاليز في سويسرا. يحتل المرتبة رقم 43 في قائمة جبال سويسرا من حيث الارتفاع، إذ يبلغ ارتفاعه حوالي 3726 متر، بينما يبلغ ارتفاع نتوء الجبل 620 متر، هذا وقد سجل أول وصول لقمة الجبل عام 1779.